# 새로 엮은 옛이야기
《새로 엮은 옛이야기》(故事新編))는 1936년 출간된 루쉰의 단편집이다. ≪납함(吶喊)≫(1923), ≪방황(彷徨)≫(1926)에 이어 세 번째로 출판된 소설집으로, 제목처럼 ‘옛이야기(故事)’인 신화와 전설, 역사 등의 소재에 현대적인 색채를 입혀 ‘새로 엮은[新編]’ 작품들이다.
모두 여덟 편으로 구성된 이 소설집은 13년이란 긴 시간에 걸쳐 단속적(斷續的)으로 창작되었고, 소설 속에 등장하는 인물이나 형식, 기법 면에서 이전 ≪납함≫이나 ≪방황≫과는 확연히 다른 면모를 보이고 있어 실험적일 뿐 아니라 작가의 일관된 창작 의도를 파악하기도 쉽지 않다. 먼저 인물 면에서 ≪새로 엮은 옛이야기≫는 중국 문화사에서 성인과 영웅으로 떠받들어져 온 여와(女媧), 예(羿), 우(禹), 백이(伯夷)와 숙제(叔齊), 연지오자(宴之敖者), 노자(老子), 묵자(墨子), 장자(莊子) 등이 등장하며, 그들의 숭고하고 영웅적인 면모를 보여 주기보다는 구체적인 현실 문제 앞에서 곤란을 겪으며 고뇌하는 인간적인 모습을 묘사하고 있다. 또 그들은 하나같이 현실 문제를 해결하려 안간힘을 쓰지만 뭇사람들로부터 이용당하거나, 평범한 인물로 전락하거나 나약해지며, 허위와 위선의 인물로 희화화되는 등 불행한 운명을 맞게 되는데, 이런 과정 가운데 루쉰이 구사한 ‘익살’ 기법은 현실의 문제를 더욱 부각시키는 요소로 작용하고 있다. ‘익살’ 기법은 특히 현대에나 있을 법한 생활 방식이나 용어들을 삽입하는 데서 풍자 효과를 일으키는데, 독자는 고금(古今)이 뒤섞인 역사 화면을 통해 비판의 대상이 과거로부터 오늘날까지 온존하는 해악이란 사실을 깨닫게 된다. 그리고 중국 문화사의 정신을 상징하는 인물들이 온갖 자질구레한 일상 속에서 속수무책으로 당하고, 심지어 민중에게 이용당하고 외면당하는 현실은, 한 이상적인 인물이 출현하는 데 필요한 사회적인 토양은커녕 오히려 이들의 출현을 방해하고 압살하는 암흑적인 구조가 문명 시초부터 얼마나 뿌리가 깊었는지를 다시금 생각하게 한다. 그런 점에서 ≪새로 엮은 옛이야기≫는 현실의 암흑 구조와 그로 인해 파생되는 중국인의 비극적인 정신세계를 철저히 드러냄으로써 각성을 촉구하려 했던 소설집 ≪납함≫, ≪방황≫에 비교해 볼 때 소재와 창작 방식만 다를 뿐 주제 면에서는 오히려 더욱 근원적인 차원에서의 각성을 촉구한 소설집이라 할 수 있다.
현실에 발을 딛고 역사 속에 퇴적되어 온 중국의 ‘영혼’을 드러내고자 했던 루쉰의 창작 지향을 엿볼 수 있는 소설집. ≪새로 엮은 옛이야기≫에서 작가는 친숙한 신화, 전설 속 주인공들을 출현시킴으로써 현실을 변혁하는 주체이자 중국 문명 기원의 정신상을 제시한다.